# Пропавший рысёнок
«Пропавший рысёнок» (исп. El lince perdido, англ. The missing lynx) — первый полнометражный 3D анимационный фильм, созданный студией Kandor Graphics. Рассказывает о приключениях испанской рыси Феликса и его друзей: козы Берти, сапсана Астарты, хамелеона Гаса. Вместе они спасаются от охотника и браконьера Ньюмана, нанятого миллионером Ноем, чтобы собрать коллекцию животных для нового «Ноева ковчега» и спасти редкие и исчезающие виды.
20% доходов пойдёт на благотворительность на проекты Junta de Andalucía.

## Сюжет

### Прибытие в центр реабилитации животных
Мужчина из центра реабилитации животных инспектирует национальный парк Доньяна, проверяя, всё ли в порядке с животными на территории. Он сообщает женщине из центра управления, что, по видимому, появилась новая рысь, и едет её проверить. Женщина радуется новости и отмечает предполагаемое место обитания рыси на карте яркой булавкой; булавкой в окружении многих тёмных булавок — местах, где были найдены погибшие рыси. Однако радость работников быстро сменяется печалью: рысь найдена безжизненно лежащей на дороге, и яркую булавку приходится заменить. Но среди тёмных булавок на карте есть ещё одна яркая — булавка Феликса.
Феликсу, несмотря на свои опасения, удаётся поймать зайца, однако тот жалостливо на него смотрит, и рысь решает сжалиться. Заяц его кусает за лапу, и, снова погнавшись за добычей, он поскальзывается на шишках и катится вниз по обросшей колючками горке. Работники из центра реабилитации находят его и увозят с собой. Отпуская его на свободу, они раз за разом снова находят его угодившим в неприятность.
Рысь Феликса, козу Бееа и сапсана Астарту везут в центр реабилитации (Астарту — в первый раз). Они с удивлением обнаруживают, что центр окружён решёткой и наблюдательными башнями, что делает его похожим на тюрьму.

### Центр реабилитации животных и план Ноя
Приехав в центр, они видят хамелеона Гуса, наводящего страх на обитателей эмоциональной речью про то, что, возможно, им недолго осталось жить. На него никто не обращает внимания: эту речь слышат не в первый раз, и она всем успела надоесть. Когда все расходятся, Гус начинает рассказывать Феликсу, Бееа и Астарте про секретное государственное агентство и подозрения в нелегальных экспериментах. Герои возражают: Феликс фактически вырос в центрах вроде этого, и их не держат в клетках.
В это время Ной, находящийся на своём корабле-ковчеге, договаривается с Ньюманом о работе. Ной отрывает Ньюмана от охоты на носорога, но охотник всё равно убивает животное. Сфотографировав очередную жертву на мобильный телефон, Ньюман продолжает разговор. Он соглашается на работу, не в силах отказаться от столь денежного предложения.
Наступает ночь. Гус и Феликс при помощи крота Руперта, добывшего им отмычку, выбираются их клеток. Их чуть не обнаруживают охранники, но им удаётся проскользнуть мимо яркого света фонарей с вышек. Гус пытается воспользоваться камуфляжем, но только производит много шума, и Феликс спасает его, накрыв тканью из мусорного контейнера. Гус с Феликсом добираются до окна, из которого видно работников, смотрящих телевизор. В новостях сообщают о продолжающихся похищениях животных. Один из работников в сердцах восклицает, что животных до конца жизни нужно держать за решёткой.
Ной встречается с Ньюманом и рассказывает о деталях задания: нужно добыть по паре каждого из перечисленных видов животных, причём чтобы ни одно животное не пострадало. В распоряжение охотника поступают отряд наёмников, вертолёт, два грузовика и личный трейлер. Выясняется, что все животные свозятся в один центр, а значит, их будет легче похитить. Ньюман обещает справиться с заданием за три недели.
На следующее утро Гус с Феликсом рассказывают остальным об услышанном, и Гус тренируется использовать камуфляж. Вскоре к центру реабилитации подъезжает грузовик с новоприбывшими животными. Внезапно на решётку вокруг центра, за которую держится Феликс, падает оголённый электрический провод, и его дёргает. Гус оттаскивает его, пострадав и сам. Их обоих уносят на носилках работники. Пока они находятся в кабинете, женщина-врач сообщает Феликсу, что привезли самку рыси. Когда вносят клетку с шипящей озлобленной рысью, врач уносит Гуса, чтобы Феликс мог познакомиться с новой подружкой. Они быстро находят общий язык.
В личном трейлере Ньюман инструктирует наёмников. Двое — толстый и худой — опаздывают.
В центре реабилитации у Руперта рождается четыре кротёнка. Гус приглашает Феликса покидаться шишками в решётку под напряжением, но тот отказывается и уходит знакомить Рысю с центром. В станции слежения Феликс показывает Рысе своё красочное досье с множеством происшествий и дарит ей браслет, чтобы иметь возможность «следить» за ней.

### Похищение животных
Ньюман изменил оформление в трейлере: вместо картин, на которых изображена дружба с природой, он вешает трофеи и расставляет оружие. Ньюман с наёмниками направляется к центру реабилитации животных. Все наёмники, кроме двух, справляются с заданием и обезвреживают охранников на вышках. Из-за действий двух неуклюжих наёмников Ньюману приходится самостоятельно проникнуть на последнюю вышку, а затем в главное здание и усыпить всех работников.
Наёмники начинают загружать животных, предварительно усыпив их газом, но клетка Феликса соскальзывает и, упав, раскрывается. Сбежавшему Феликсу удаётся похитить ключи и догнать один из уезжающих грузовиков. Он освобождает Бееа и даёт ей одну из связок ключей, а сам принимается будить и освобождать остальных. Он успевает открыть клетки Гуса и Астарты. Астарта улетает, чтобы включить сирену в центре; за ней устремляется сапсан Ньюмана Нимрод. Ей удаётся включить сирену, но на пути назад Нимрод сбивает её.
Бееа в это время спрыгивает с грузовика и запрыгивает при помощи верёвки на другой, но не успевает никого освободить: ей приходится спрыгнуть, чтобы поймать падающую камнем вниз Астарту.
Когда Феликс открывает клетку Рыси, Гус падает с грузовика и цепляется за него длинным языком. Феликсу не удаётся затащить Гуса назад, и тот падает. Чтобы спасти Гуса из-под колёс второго грузовика, Феликсу приходится спрыгнуть. Рыся отказывается от предложения Феликса спрыгнуть, потому что надо освободить остальных. Ньюман, увидев, что Рыся не в клетке, стреляет по ней снотворным. Грузовики уезжают.

### Преследование
Ньюман докладывает Ною о том, что операция была успешна лишь на 90%. Когда Ньюман прибывает на корабль, Ной демонстрирует ему масштаб операции. Перед ними разворачиваются полумеханические-полунадувные деревья, трава, камни. Ной говорит Ньюману не беспокоиться о сбежавших животных, что он нашёл другого, кто решит проблему. Затем Ньюман следит издалека за Ноем из оптического прицела, но не видит, с кем тот разговаривает.
Феликс, Гус и Бееа (Астарта находится без сознания) решают, что делать дальше. Они решают следовать по следам от шин грузовиков. Им не везёт: через десять часов они приходят к перекрёстку, где следы от шин расходятся во все стороны.
Руперту удаётся бежать с корабля и на следующий день при помощи «интер-кротовой» связи он находит Феликса и компанию. К этому времени Астарта уже приходит в себя. Руперт рассказывает про план Ноя: собрать животных по парам и уплыть на далёкий остров. Друзья решают найти волков, которые нужны Ною, и предупредить их, чтобы отложить отбытие корабля.
Им удаётся найти волка, и тот отводит их в секретное место обитания стаи, куда не ступала нога человека, однако их там обнаруживают наёмники, вооружённые электрошоком. На запасном выходе, к которому бегут стая волков и Феликс с друзьями, спасаясь от преследования, их поджидает Ньюман, вооружённый выстрелами со снотворным. Он успевает усыпить трёх волков, но, когда он целится в Бееа и Феликса, на него сзади напрыгивает вожак стаи. Ньюман побеждает волка в схватке голыми руками и всаживает снотворное.
Часть наёмников до этого получает задание поймать летучих мышей. Двое неумелых наёмников вместо неё ловят розовую фламинго Пэтти.
Сбежавшие Феликс, Бееа, Гус и Астарта обсуждают, как наёмникам удалось их выследить. Гус делает предположение о микрочипах, вживлённых в мозг. Они продолжают искать животных, нужных Ною, но, где бы они ни оказались, везде оказываются Ньюман с наёмниками.

### Раскрытие правды
Когда Ной проходит мимо клетки Рыси, она говорит, что желает, чтобы он понял, каково находиться в клетке. Ной отвечает, что прекрасно знает, каково это, и говорит, что понимает язык животных. Её клетку отвозят в его кабину корабля. Он рассказывает ей, что из-за своей способности разговаривать с животными его упекают в больницу для душевнобольных, но, когда он выбирается из неё, сделав вид, что «излечился», пользуется своими способностями, чтобы заработать миллионы: лошади на скачках знают, кто победит; крот может подсказать, где искать ископаемые.
Феликс и компания бредут по пустыне. Там они встречают грифа Диогена и его молодых учеников, которые собирают оставленные человеком вещи. Тут же прибывают Ньюман с наёмниками. Компания решает воспользоваться вещами Диогена, чтобы построить машину и увеличить свою скорость. Бееа вызывается отвлечь наёмников и добыть парашют.
Астарта бросает вызов Нимроду. После полёта с препятствиями, в котором Астарта показывает безоговорочное превосходство, к ним подлетает Ньюман на вертолёте и стреляет по ней, но промахивается и попадает в Нимрода. Чтобы Нимрод не разбился при падении, Астарта подхватывает его, а затем спешит на помощь к друзьям. Ньюман улетает, не побеспокоившись о Нимроде.
Бееа к этому времени успела добыть парашют, но её окружают наёмники, и сзади неё обрыв. Подоспевшая Астарта хватает её в когти и они вместе спускаются к машине, сооружённой Феликсом, Гусом, Рупертом и Диогеном. Феликс разгоняет машину, толкая её сзади, но, когда Бееа выпускает парашют-парус, и машина набирает полный ход, он соскакивает, потому что не хочет, чтобы им помешала преследующая его неудача (именно её он винит в том, что, куда бы они ни пошли, оказываются Ньюман с наёмниками).
Ной продолжает рассказывать Рысе о своём грандиозном плане: собрать исчезающие виды животных на далёком острове, где им ничто не будет угрожать. Рыся возражает, что это всё равно тюрьма.
— Как много вас, рысей, осталось? С этим нужно что-то делать. Скажи, какой смысл быть на свободе, если ты не живёшь?
— Но какой смысл жить, если ты не на свободе?
Слова Рыси заставляют Ньюмана задуматься.
Ньюман с наёмниками преследуют на грузовиках Бееа, Гуса, Руперта и Астарту, едущих на сооружённой машине. «Эскадрилья» грифов и Пэтти выводят из погони два грузовика. Когда становится понятно, что трейлер Ньюмана настигнет машину, Бееа выбрасывает кресло, оно попадает под колёса трейлеру, и он выходит из-под управления и врезается в машину боком.
Первым приходит в себя Гус. Он пытается скрыться, но попадается Ньюману. Феликса встречает Руперт и рассказывает, что Ной предложил ему сделку: он освобождает его жену и детёнышей, а тот помогает ему найти животных при помощи радиолокационного микрочипа. Феликс, узнав, что проблема не в его неудаче, догоняет Ньюмана, который тащит его друзей. Тот решает защищаться голыми руками, но пропускает удар (тот самый удар, что обрывается в трейлере к мультфильму), и Феликс с компанией успевают скрыться.

### Финальная битва
Ньюман начинает расставлять ловушки против Феликса. У Феликса появляется идея залезть на Ньюмана и использовать закон Мёрфи против него. Начинается разрушение ковчега и все начинают садиться на шлюпки чтобы спастись. Все спасаются и в финале показывают новорожденного рысенка. В финальной сцене в аэропорт приходит Ньюман и просит билет далеко от природы и рысей, затем его сильно напугали и на это мультфильм заканчивается.

## Персонажи
Феликс (исп. Félix, англ. Felix) — самец испанской рыси, главный герой мультфильма. Притягивает к себе неудачу, доказывая, что закон Мёрфи действует и в животном мире. Его досье, которое ведут в центре реабилитации животных, изобилует самыми разнообразными происшествиями:
- Погнавшись за зайцем, Феликс выскочил на шоссе и врезался в дорожный знак, предупреждающий о рысях. На фотографии также запечатлён улыбающийся заяц.
- Феликс захотел добыть немного мёда, но не знал, что его производят дикие пчёлы, в результате улей оказался на его голове, и за ним погнался целый рой насекомых.
- Феликс нашёл брошенные верёвочные качели. Раскачался слишком сильно, одна из верёвок порвалась, и он, пролетев четыре метра, приземлился на голову.
- Многотонный грузовик переехал Феликсу правую лапу, когда он «голосовал» на дороге возле центра. За спиной у Феликса — котомка, которую он, как предполагают сотрудники центра, нашёл среди мусора.

В центре реабилитации Феликс был, по его словам, около сорока раз. Его правая бровь рассечена, и на протяжении практически всего фильма на правой щеке пластырь.
Гус (исп. Gus, англ. Gus) — хамелеон, друг Феликса. Окружающие часто обвиняют его в паранойе и вере в теорию заговора, но часть его опасений оказывается правдой. Имеет проблемы с камуфляжем — не успевает вовремя изменить окраску.
Бееа (исп. Beea, англ. Beety) — испанская коза, друг Феликса. Любит приключения и с охотой бросается в пекло событий. В левом ухе у неё две серьги-кольца.
Астарта (исп. Astarté, англ. Astarte) — сапсан, друг Феликса.
Руперт (исп. Rupert, англ. Rupert) — крот, тайный помощник Ноя.
Ной (исп. Noé, англ. Noah) — миллионер, мечтающий спасти редких животных от вымирания, но выбравший для этого не самый подходящий способ.
Ньюман (исп. Newmann, англ. Newmann) — охотник и браконьер. Берётся за работу, предложенную Ноем, из-за денег.
Рыся (исп. Lincesa, англ. Lynxette) — самка испанской рыси, подруга и будущая жена Феликса. В отличие от Феликса в центр реабилитации попала только один раз и поначалу ведёт себя агрессивно. 
Нимрод (исп. Nimrod, англ. Nimrod) — сапсан, помощник Ньюмана и противник Астарты. У него шрам на левом глазу.
Диоген (исп. Diógenes, англ. Diogenes) — гриф, собирающий оставленные людьми вещи. С его помощью герои сооружают машину, изображённую на постере. Можно заметить, что сцены с постера в мультфильме нет: Феликс спрыгивает с машины, когда она разгоняется.
Пэтти (исп. Patty, англ. Patty) — самка розового фламинго, имеющая проблемы с самоидентификацией и пытающаяся примкнуть то к цаплям, то к летучим мышам, то к грифам.
Худой и толстый наёмники — пара из команды под командованием Ньюмана, которая никогда не справляется с поставленными задачами. Оставшись без работы после потопления ковчега, устраиваются помощниками в центр реабилитации животных.

## Создание мультфильма

### Рождение идеи
Идея мультфильма родилась за кружкой пива в баре от мысли: если национальный парк Йеллоустоун крепко связан с персонажем медведем Yogi, то почему бы не создать подобного персонажа для Испании? Доньяна ассоциируется с испанской рысью, и поэтому безупречно подходит на эту роль. Персонажи создавались из игры на стереотипах, например, будет забавно, если у хамелеона проблемы с камуфляжем. Затем к работе подключились сценаристы, а когда был готов сценарий, присоединились художники, создающие персонажей.
Персонажи, несмотря на мультяшность и антропоморфность, во многом соответствуют своим реальным прототипам из мира животных: сапсан при атаке пикирует на жертву, сложив крылья, горная коза ловчее остальных скачет по скалам.

### Анимация
Для создания мультфильма был использована программа 3ds Max с Character Studio.
В «Пропавшей рыси» впервые в Испании освещение реализовано при помощи модели затенения, называемой ambient occlusion — эффективного алгоритма, в котором количество света, которое попадает на объект зависит от того, какими объектами он окружён. Эта же технология используется студией Pixar, например, в мультфильме «Рататуй». Несмотря на старания ускорить вычисления, рендерингом 150 000 кадров круглосуточно занималось 40 компьютеров на протяжении 8 месяцев. По ночам использовались вычислительные ресурсы и остальных компьютеров студии, в результате число составило порядка сотни.
Для ускорения работы после окончания обработки анимации программа Point caché удаляла контрольные точки анимации персонажей, что снижало нагрузку. Поэтому художники по свету могли полностью сконцентрироваться на своей работе, не беспокоясь о том, насколько сложно анимированы персонажи. В результате рендеринг, который отнимал 40 минут, завершался за 20.

### Озвучивание
Движения губами оказались рассинхронизированными со звуком как в испанской, так и в английской версии, потому что изначально была записана речь на английском, и лишь потом продублирована на испанский, а английская версия потом тоже была озвучена заново. Английские субтитры на DVD иногда также расходятся с речью.
Некоторые из актёров, озвучивавших роли в испанской версии, известны в Испании по телевизионной передаче Camera Café.
Есть различия в озвучивании для разных языков: в испанской версии Феликс чаще мяукает, когда ему достаётся, в английской ойкает или чертыхается. Гус напевает разные мелодии. Сильно отличается озвучивание Диогена.

### Музыка
Музыку написал и аранжировал Серхио де ля Пуэнте. Она исполняется симфоническим оркестром Братиславы (дирижёр Давид Эрнандо).
Музыка не просто фон — саундтрек состоит из нескольких музыкальных тем, и каждому персонажу соответствует своя. Записать оркестровую музыку — идея де ля Пуэнте, он даже нашёл в Мальорке единственного в Испании музыканта, играющего на диджериду — Клемена Муньоза (Тарзана) (также Муньоз сыграл на уду и тибетских чашах).

### Тема экологии
Целью мультфильма не было воспитывать зрителей. Мультфильм планировался как весёлый, коммерческий, в котором экологические проблемы — фон для событий. Авторы стремились, чтобы мультфильм зажигал желание узнать новое, пробуждал любопытство, а не состоял из проповедей про вымирание рыси.

### Местность
Все места, показанные в мультфильме, существуют на самом деле. Команда была в экскурсии на Эль Торкаль, путешествовала по национальному парку Доньяна, где сделала множество фотографий. В мультфильме показаны парк Доньяна, горные хребты Сьерра-Невада и Сьерра-Морена, пляжи Монсул и Болонья, пустыня Табернас и другие места.

### Конкуренция
Бюджет мультфильма в €4 500 000 очень скромен, если сравнивать с мультфильмами компаний DreamWorks, Universal Pictures и Walt Disney Pictures, с которыми им пришлось конкурировать: Мадагаскар 2 ($150 000 000), Приключения Десперо ($60 000 000), Вольт ($150 000 000). В Испании «Пропавшая рысь» по доходности заняла четвёртое место после них.
Команда также была небольшой: около 40 человек.

## Реминисценции
В мультфильме есть несколько реминисценций и узнаваемых предметов. В скобках указано время сцены.
- (0:03) Феликс, пока его везут в клетке, играет с бейсбольным мячом, как капитан Вирджил Хилтс (Стив Маккуин) в фильме «Большой побег» каждый раз, когда его сажают в карцер.
- (0:16) Над креслом Ньюмана сверху справа висит картина, на которой нарисован Феликс де ля Фуэнте[англ.] с птицей на плече.
- (0:44) Двое наёмников-недотёп, когда ищут летучую мышь, пользуются книгой, в жёлто-чёрной расцветке которой узнаётся серия «Для чайников». Заголовок у книги — «Hunting for idiots» (а не «for dummies»), «Охота для идиотов». Также персонаж на обложке книги не треугольно-головый, а овально-головый.
- (1:03) Когда Астарта спасает Бееа от наёмников, пронося её в когтях над скалами, музыка Серхио де ля Пуэнте сливается с музыкой Антона Гарсиа Абриль, сочиненной им для документального сериала о природе «El Hombre y la Tierra». Происходящее напоминает знаменитую сцену с козой и беркутом из сериала (ссылка на видео)[14]. Само имя Феликса — дань уважения Феликсу де ля Фуэнте — испанскому натуралисту, защитнику природы и автору документальных сериалов для радио и телевидения[15].
- (1:21) Гус, используя камуфляж, притворяется частью картин, чтобы его не заметили наёмники. Среди картин «Крик» экспрессиониста Эдварда Мунка, «Прима-балерина» импрессиониста Эдгара Дега, одна картина в стиле абстракционизма.
- (1:30) Феликс и Рыся дают Гусу своего рысёнка, чтобы он поднял его над толпой ликующих животных, как Рафики поднимал в мультфильме «Король лев» сначала Симбу, а затем львёнка Симбы и Налы.

## Премии
- Национальная кинопремия Испании «Гойя», 2008 год, категория «Лучший мультипликационный фильм»  — победитель
- Международный кинофестиваль анимации «АниМадрид», 2008 год, лучший полнометражный фильм — победитель

## Прочее
- Часть надписей в мультфильме на английском, часть на испанском. По-английски написаны, например, предупреждение «WARNING», таблички на клетках с животными («name, weight, height, age, species, serial #»). На некоторых кадрах таблички в зеркальном отражении.
- Судя по табличке на клетке с Феликсом, его вес 12 кг, рост 95 см, возраст 5 лет[16]. Рыся весит 11 кг, её рост 90 см[17]. Судя по информации с компьютера, Феликс родился в 1998 году в Примавере и весит 14,5 кг[6].
- У Рыси есть вибриссы, а у Феликса нет.
- В конце титров сообщается: «Ни одно животное за исключением Феликса в процессе съемок не пострадало».